# Rektovaginale Fistel

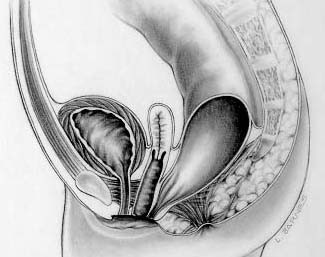
Rektovaginale Fistel

Rektovaginale Fisteln oder (wenn sie unterhalb der Linea dentata gelegen sind) anovaginale Fisteln sind abnormale Verbindungen (Fisteln) zwischen dem Enddarm (Rektum) bzw. dem Anus und der Vagina. Als angeborene Fehlbildung der Genitalorgane zählen sie zu den Gynatresien.

## Epidemiologie
Rektovaginale und andere Fisteln der Beckenorgane sind in Entwicklungsländern, insbesondere in Zentralafrika häufig. Die Ursache dieser Fisteln sind in der Regel komplizierte, langwierige  Geburten, bei denen es zu Drucknekrosen der Vaginal- und Darmwand kommt. Bedingt durch die schlecht ausgestattete geburtshilfliche Versorgung und das junge (unreife) Alter vieler Mütter ist die Erkrankung in Entwicklungsländern häufiger. Andere Ursachen sind Vergewaltigung und Genitalverstümmelung. In den Industrieländern entstehen Unterleibsfisteln nach Strahlentherapie der Beckenorgane und bei Morbus Crohn (einer chronischen, oft fistelnden Darmentzündung).

## Diagnose
Leitsymptom sind der unwillkürliche Abgang von Darmgas und Stuhl über die Vagina, und hierdurch ausgelöste Schleimhautentzündungen.
Die Diagnose kann vom Frauenarzt durch Inspektion und Palpation gestellt werden. Bildgebende Verfahren wie Proktoskopie (Enddarmspiegelung), Fistelfüllung mit Röntgenkontrastmittel, Computertomographie und Kernspintomographie können Ausmaß und Lage der Fistel genauer darstellen.

## Soziokulturelle Folgen
Die Betroffenen, insbesondere Frauen aus Entwicklungsländern, leiden nicht nur an den körperlichen, sondern insbesondere auch unter den soziokulturellen Folgen der Erkrankung. Durch das unkontrollierte Austreten von Kot und Darmgasen entsteht ein unangenehmer Geruch, der die Betroffenen oft zu Ausgestossenen aus der Gesellschaft macht. Viele Fistulapatienten berichten von sozialer Isolation, Ausgrenzung, Scham und geringem Selbstwertgefühl. Auch ökonomisch wirkt sich eine rektovaginale Fistel oft negativ auf die Lebenswirklichkeit der betroffenen Frauen aus, da sie ihrer gewohnten Tätigkeit in den meisten Fällen nicht mehr nachgehen können und somit keine finanzielle Unterstützung für die Familie mehr sind.

## Behandlung
Da die Fisteln meist trans- oder extrasphinktär verlaufen, kommt eine Behandlung durch einfache operative Spaltung des Gewebes (Eröffnung der Länge nach) kaum in Frage. Die Behandlung besteht stattdessen in der operativen Ausschneidung und anschließendem Verschluss der Fistel mit einer Lappenplastik. Schwere Entzündungen und Abszedierungen sollen vorher behandelt und wenn möglich ausgeheilt werden. Je nach Schweregrad muss ein vorübergehender künstlicher Darmausgang angelegt werden. Die Operation hat berichtete Erfolgsraten von 77 bis 100 %. Es gibt endorektale und vaginale Operationstechniken und den Zugang über die Bauchdecken. Detaillierte Bewertungen dieser Varianten sind in der interdisziplinären S3-Leitlinie der AWMF enthalten, die allerdings wegen nicht ausreichender Datenlage keine Empfehlung für ein bestimmtes Verfahren ausspricht.